# Aeroportul Laguindingan
Aeroportul Laguindingan (IATA: CGY, ICAO: RPMY) este un aeroport din Laguindingan⁠(d), Misamis Oriental⁠(d), Northern Mindanao⁠(d), Filipine ce deservește zona Cagayan de Oro⁠(d). Aeroportul a fost tranzitat în 2022 de 1.664.643 de pasageri. A fost deschis în 15 iunie 2013 și numit după Laguindingan⁠(d).
Situat la o altitudine de 58 m, aeroportul dispune de o singură pistă. Este operat de Civil Aviation Authority of the Philippines⁠(d).